# Харрис, Чонси
Чонси Деннисон Харрис (англ. Chauncy Dennison Harris; 31 января 1914, Логан, Юта — 26 декабря 2003, Чикаго) — американский географ, урбанист и советолог. Автор ряда фундаментальных работ по географии городов («Природа городов», «Функциональная классификация городов США»). Регулярно бывал в СССР и поддерживал контакты с советскими учёными.

## Образование
Харрис родился в 1914 году в городке Логан, в штате Юта. Он был сыном известного мормонского общественного деятеля Франклина Харриса, в дальнейшем президента Университета Бригама Янга. Уже во втором классе средней школы заявил, что собирается быть географом В 1933 году Харрис получил диплом бакалавра в университете, президентом которого был его отец. Он был признан лучшим студентом курса и первым из выпускников Университета Бригама Янга получил стипендию им. Сесила Родса, оплачивающую обучение в Оксфорде. Там он проучился шесть лет, получив дипломы бакалавра и магистра. Также он учился в Лондонской школе экономики, где получил ещё один диплом магистра, а затем вернулся в США. В 1940 году в Чикагском университете он защитил диссертацию на тему «Солт-Лейк-Сити — региональная столица в 1940 году».

## Научная карьера
После недолгой работы в университетах Индианы и Небраски, Харрис в 1943 году получил должность доцента географии в Чикагском университете. В это время он был привлечён к работе в Пентагоне в качестве географа и начал проявлять большой интерес к Советскому Союзу, актуальной географической информации о котором в те годы в США было крайне мало. В 1945 году он опубликовал первые две работы, посвящённые СССР, 15 мая 1957 г. впервые посетил СССР и был в стране в общей сложности четырнадцать раз. Особый интерес Харрис проявлял к этническому составу населения СССР и статусу национальных меньшинств.
Наиболее значителен вклад Харриса в урбанистику. В 1945 году совместно с Эдвардом Ульманом он опубликовал работу «Природа городов», в которой была представлена модель территориальной структуры типичного американского города ближайшего будущего: центральная деловая зона, торговая зона, бедные кварталы, коттеджные пригороды среднего и состоятельного класса с небольшим вынесенным из центра деловым районом. Картину дополняют индустриальные (с тяжелой промышленностью) и селитебные города-спутники. Данная модель территориальной структуры городов США действительно сформировалась к концу 1960-х годов, поэтому работа Ульмана и Харриса оказалась весьма дальновидной. В отличие от более ранних концентрической и секторной моделей Э. Бёрджесса и Х. Хойта, в этой модели источником развития города становится не тяжелая промышленность, а отдельные объекты сферы услуг, что в большей степени соответствует становлению большинства американских городов.
Харрис работал в Чикагском университете более 50 лет, до 1984 года, а в 1954—1960 был деканом отделения социальных наук. После выхода в отставку стал почётным профессором географии. За долгую научную карьеру Чонси Харрис был удостоен множества научных наград и премий, в 1957 был избран президентом Ассоциации американских географов.